# L'Inconvénient
L’Inconvénient : littérature, arts et société est une revue culturelle québécoise fondée en 1999 qui publie des essais et des fictions sur la littérature et les arts. Elle a pour objectif de susciter des réflexions et de remettre en question les consensus sociaux. S’adressant à un large public, elle paraît quatre fois par année. 

## Historique
La revue L'Inconvénient est fondé en 1999 par Isabelle Daunais, Yannick Roy et Alain Roy, directeur de la revue depuis sa fondation. À ceux-ci se sont joints Geneviève Letarte et Mathieu Bélisle, lequel est désormais secrétaire de rédaction. Le premier numéro paraît en mars 2000.
En 2012, la revue célèbre la parution de son 50e numéro en publiant Les inconvénients du progrès : 50 raisons de ne pas se réjouir trop vite, un recueil de leurs meilleurs « bogues », terme employé par les rédacteurs de la revue dès le 2e numéro pour désigner des textes courts et humoristiques qui dénoncent diverses absurdités (politiques, médiatiques, sociales, etc.) constatées dans la société qui les entoure. L'ouvrage collectif est édité par Mathieu Belisle, Isabelle Daunais, Alain Roy et Yannick Roy.
En 2014, la revue revoit sa présentation et sa grille graphique, adopte le format magazine et augmente son tirage. La même année, un site Internet est créé où des contenus originaux sont publiés jusqu'en 2016.
À partir de 2015, L'Inconvénient est disponible sur la plateforme Érudit.

## Ligne éditoriale
L'Inconvénient est publiée quatre fois par année. Chaque numéro propose un cahier critique qui s’intéresse à la littérature, à la peinture, aux séries télé et au cinéma, mais aussi à des visites d’atelier, des textes de fiction et diverses chroniques. Elle comprend également des dossiers thématiques incluant des essais sur le monde contemporain, des entretiens et des reportages. 
À travers l'essai et la création, elle a pour projet d'utiliser la littérature et les arts comme point de départ pour réfléchir et remettre en question les consensus et les non-dits de la société, ses « inconvénients ». 
Si la qualité de la revue et des réflexions qu'elle soulève a été notée par plusieurs journalistes au fil des ans, la revue est aussi parfois perçue comme étant trop peu connue et ayant un tirage limité.
La revue s'intéresse aux controverses culturelles et politiques qui traversent la société québécoise. Elle s'est, par exemple, positionnée à propos de la querelle qui a opposé les souverainistes aux fédéralistes au sujet des reconstitutions historiques, et aussi à la controverse qui entoure l'état de la critique littéraire au Québec. 

## Comité de rédaction et contributeurs
En 2022, le comité éditorial est composé d'Isabelle Arseneau, Mathieu Bélisle, Geneviève Letarte, Marie-Anne Letarte, Sarah-Louise Pelletier-Morin, Alain Roy, Edith Sans Cartier, Mauricio Segura et Ugo Gilbert Tremblay. Le directeur de publication est Alain Roy et le secrétaire de la rédaction est Mathieu Bélisle. 
Au fil des années, la revue a pu compter parmi ses chroniqueurs les plus connus des essayistes tels que François Ricard, Gilles Marcotte, Réjean Beaudoin, Serge Bouchard et David Dorais. 
Plus récemment, l'équipe de chroniqueurs est composé de Julie Mazzieri, Vincent Lambert, Geneviève Letarte et Robert Lévesque. L'équipe de critiques est, quant à elle, composée de Michel Biron et Sylvain David (séries télé), de Georges Privet (cinéma), de Marie-Andrée Lamontagne (littérature étrangère), de David Dorais (essai) et de Stanley Péan (jazz).
De nombreux auteurs reconnus ont publié des textes inédits dans L'Inconvénient : Philippe Muray, Carlos Fuentes et Milan Kundera. Certains textes traduits et jamais publiés auparavant sont parus dans la revue, notamment ceux de Virginia Woolf, Mavis Gallant, Mordecai Richler et Jonathan Franzen.

## Prix et honneurs
En 2011, la revue est finaliste au Grand Prix du Conseil des Art de Montréal.
En 2015, elle obtient trois prix d’excellence de la SODEP :
- Prix du meilleur reportage à Mathieu Bélisle pour « Les grandes disparitions. Portrait de la relève littérature au Québec[16] ».
- Prix du meilleur portrait à Mauricio Segura pour « Le héron, la grenouille et le poisson rouge[17] ».
- Prix du meilleur essai – critique et théorie à Mathieu Bélisle pour « L’énigme de l’identité[18] ».